# Barriere infrante
Barriere infrante (Broken Barriers) è un film muto del 1924 diretto da Reginald Barker. La sceneggiatura di Sada Cowan e Howard Higgin si basa sul romanzo Broken Barriers di Meredith Nicholson, pubblicato a New York nel 1922.
Prodotto e distribuito dalla Metro-Goldwyn Pictures Corporation, il film uscì in sala il 18 agosto 1924.

## Trama
Grace, dopo la bancarotta del padre, deve trovarsi un lavoro. A una festa, conosce Ward Trenton, un uomo infelicemente sposato cui la moglie non vuole concedere il divorzio. Inizia una relazione con lui, ma senza speranza. Una sera, mezzo ubriaco, lui ha un incidente stradale e diventa zoppo. La moglie, allora, decide di divorziare e lo lascia libero. Ward e Grace finalmente possono sposarsi e la gamba di Ward comincia a guarire.

## Produzione
Uno dei primi film in assoluto prodotti dalla nuova compagnia MGM e il primo film di Norma Shearer per la casa di produzione di cui sarebbe diventata una delle star.

## Distribuzione
Il copyright del film, richiesto dalla Metro-Goldwyn Pictures, fu registrato il 6 agosto 1924 con il numero LP20539.
Distribuito dalla Metro-Goldwyn Pictures Corporation, il film uscì nelle sale statunitensi il 18 agosto 1924 dopo essere stato presentato in prima a New York il 3 agosto 1924. Nel Regno Unito, venne distribuito dalla Jury Imperial Pictures. In Finlandia, il film uscì il 18 aprile 1926; in Danimarca prese il titolo Vor Tids Kvinder, in Svezia quello di Ungkarlsflickor.
Non si conoscono copie ancora esistenti della pellicola che viene considerata presumibilmente perduta.